# نيراساكي (ياماناشي)
مدينة نيراساكي (بالإنجليزية: Nirasaki)‏ هي أحد المدن التابعة لمحافظة ياماناشي. تأسست رسميًا في 10/10/1954. ويقدر عدد سكانها بـ 33539 نسمة حسب تقدير مكتب الإحصاء الياباني لعام 2012. تبلغ مساحة نيراساكي 143.73 كم2. بكثافة سكانية تبلغ 233 نسمة/كم2.